# كنيسة العذراء (إدلب)
كنيسة رقاد السيدة العذراء هي كنيسة أرثوذكسية شرقية تتبع أبرشية حلب والإسكندرونة وتوابعها للروم الأرثوذكس، التابعة لبطريركية أنطاكية وسائر المشرق للروم الأرثوذكس، وتأسست كنيسة رقاد السيدة العذراء في ادلب عام 1886 ويؤرخ لذلك اللوحة الموضوعة في وسطها والتي تقول (الله في وسطها فلن تتزعزع 1886 م) وقد بنيت الكنيسة بجهود أبنائها وبفرمان من السلطان العثماني عبد الحميد، ويوثق لذلك اللوحة الرخامية التي تعلو مدخل الكنيسة والتي تقول: باسم الله الوحيد، وبفرمان الحميد، للأرثوذكس كنيسة، هي المينا الوطيد.
تحوي الكنيسة على مجموعة رائعة من الأيقونات القديمة الأثرية وأخرى حديثة ، وايقونسطاس رخامي يعود للعام 1960 وضعت له واجهة خشبية حديثة في العام 2013 ، وتقع كنيسة السيدة مع الكنيسة الانجيلية في مركز المحافظة ب ادلب. وتخدمان رعية تقارب الألف نسمة، وقد جددت الكنيسة أكثر من مرة، اخرها كان عام 2005، كما يحيط بها صالة وبنائين خدميين تابعين لها، بالإضافة إلى مدرسة جول جمال الخاصة التي تخدم أبناء المدينة حتى الصف التاسع الأساسي.
كما توجد مقبرة تابعة للكنيسة على الطرف الغربي من المدينة وتحوي على كنيسة الملاك ميخائيل. وفي آذار عام 2015 وبعد هجرة معظم أبناء المدينة المسيحيين إثر دخول جيش الفتح إلى المدينة ، تعرضت الكنيسة لإنتهاكات عديدة طالت أيقوناتها وأثاثها بالإضافة إلى عدة ضربات جوية أدت إلى أضرار جسيمة في شقيقتها الكنيسة الإنجيلية الملاصقة لها.